# Brigada Motorizada N.º 1 "Calama"
La Brigada Motorizada N°1 "Calama" Ex Regimiento Reforzado n.º 1 "Calama" y  Regimiento Reforzado n.1 "Topater" fue creado por Decreto Supremo del 26 de febrero de 1924, que en una de sus partes establecía:
Organizase el Batallón Andino n.º 1 del Destacamento de Montaña que cubrirá la guarnición de Calama". 
En cuadro anexo al decreto, figuraba como parte integrante de la I División de Ejército, 
- la 1.ª. Brigada combinada, constituida en la siguiente forma: R.I.4; R.I.5; R.I.7; R.M.6 y B.Z.1.
- Destacamento de Montaña, compuesto de: Batallón Andino n.º1 y el Grupo de Montaña n.º 1. Este Grupo de Montaña (el n.º 1 "General Baquedano") había sido creado en Tacna el 16 de enero de 1912.

En septiembre de 1921 se embarcaba en Arica con destino a Antofagasta, para continuar - enseguida - en dirección a Calama. De acuerdo con lo dispuesto en el Decreto Supremo, del 30 de abril de 1924, la nueva unidad creada por decreto 428, pasó a llamarse Destacamento de Montaña n.º 1 "General Lagos". El 10 de noviembre de 1931, se convierte en el Regimiento Mixto n.º 1 "Lagos", el 2 de junio de 1938, pasa a llamarse Destacamento Andino n.º 1 "Calama" "General Pedro Lagos". Posteriormente, el 7 de febrero de 1948, es denominado Regimiento de Infantería de Montaña Reforzado n.º 15 "Calama del General Pedro Lagos".
En el Reglamento de Dotaciones de Paz, aprobado el 31 de diciembre de 1947 se indica, además, que la unidad es motorizada. Posteriormente, de acuerdo con lo dispuesto en la orden de comando de fecha 21 de julio de 1981, pasó a llamarse Regimiento de Infantería n.º 15 "Calama".
Por su parte, el glorioso Regimiento de Ingenieros n.º 1 "Atacama" fue creado el 24 de septiembre de 1932, la que el 17 de julio de 1974 fue trasladada a la guarnición de Chuquicamata. Esta unidad adquiere su nombre definitivo el 10 de julio de 1958 cuando se le denominó Regimiento de Ingenieros n.º 1 "Atacama del Comandante Ricardo Santa Cruz.
La fusión de los Regimientos de Infantería n.º 15 "Calama" y de Ingenieros n.º 1 "Atacama" dio como resultado el actual Regimiento Reforzado n.º 1 "Calama", el cual está formado por el Batallón de Infantería n.º 15 "Calama", el Batallón de Ingenieros n.º 1 "Atacama", el Grupo de Artillería n.º 10 "Borgoño" y una Unidad de Cuartel.
El Batallón de Infantería n.º 15 "Calama" está conformado en su totalidad por soldados profesionales, mientras que el Grupo de Artillería y el Batallón de Ingenieros está formado por soldados conscriptos.
En el año 2015 la unidad pasa a denominarse Brigada Motorizada N° 1 Calama, derogando su antigua denominación de regimiento.
Su fecha de aniversario es el 23 de marzo, en honor al combate del mismo nombre, ocurrido durante el transcurso de la Guerra del Pacífico.